# St.-Ägidien-Kirche (Hülsede)

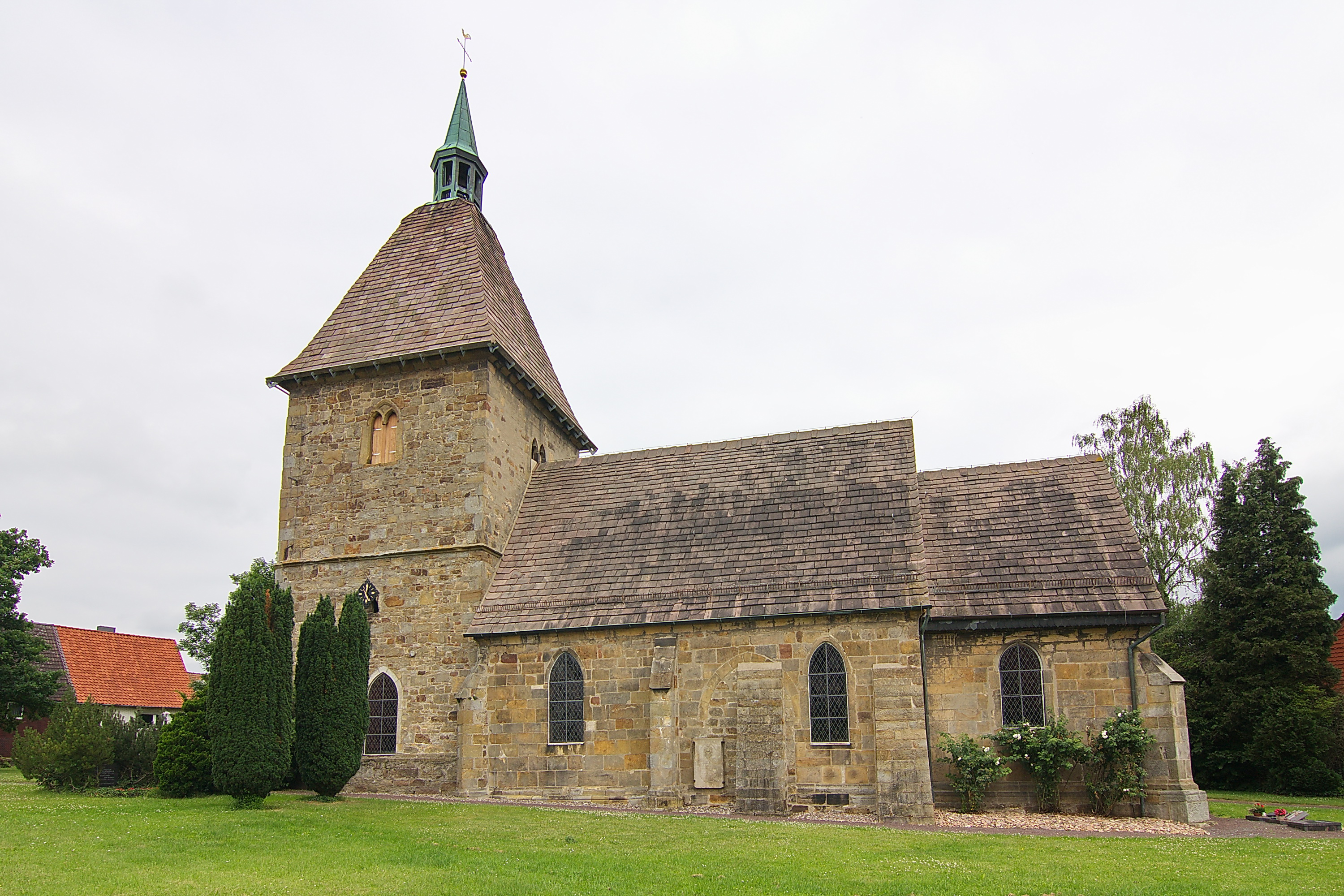
St.-Ägidien-Kirche

Die evangelisch-lutherische, denkmalgeschützte St.-Ägidien-Kirche steht in Hülsede, einer Gemeinde im Landkreis Schaumburg von Niedersachsen. Die Kirchengemeinde Hülsede gehört zum Kirchenkreis Grafschaft Schaumburg im Sprengel Hannover der Evangelisch-lutherischen Landeskirche Hannovers.

## Beschreibung
Die Saalkirche wurde um die Wende zum 13. Jahrhundert im romanischen Baustil erbaut und zur Mitte des 15. Jahrhunderts im Stil der Gotik umgebaut. Der Kirchturm im Westen ist in spätgotischer Zeit auf den Resten eines ebenfalls aus romanischer Zeit stammenden Vorläufers entstanden. An der Westseite befindet sich ein kleines spitzbogiges Portal. Neben ihm ist ein in Stein gehauenes Wappen von 1506 mit dem Schaumburger Nesselblatt und einem sogenannten Neidkopf eingemauert. Im Süden befindet sich ein vermauertes spitzbogiges Portal.

### Außenraum
Das Langhaus besteht aus zwei Jochen. Der quadratische Chor im Osten ist leicht eingezogen. Beide bestehen aus Quadermauerwerk, der Kirchturm mit romanischen Spolien und Fundamenten dagegen aus Bruchsteinmauerwerk. Der Turm hat zwei Geschosse und spitzbogige Biforien als Klangarkaden. Er ist mit einem Pyramidendach bedeckt, auf dessen Spitze eine achtseitige offene Laterne sitzt. Das Langhaus und der Chor sind mit Satteldächern aus Schindeln bedeckt, ihre Wände werden von Strebepfeilern gestützt.

### Innenraum
Die stark gebusten, tief gezogenen Gewölbe sind aus der Mitte des 15. Jahrhunderts. Die Schildbögen, nur der westliche ist spitz, und die kannelierten Gewölberippen beginnen auf Konsolen. Der Triumphbogen, der keine Kämpfer hat, wird von Wandvorlagen gestützt, die Gurtbögen im Kirchenschiff haben dagegen Kämpfer und beginnen auf den Wandvorlagen. Die Halle im Turm ist mit einem Tonnengewölbe überspannt und mit einem breiten Gurtbogen auf Kämpfern zum Kirchenschiff geöffnet. In den Gewölbekappen sind Malereien mit alt- und neutestamentlichen Szenen in Rollwerk gerahmt. Diese Malereien wurden 1906 wieder freigelegt. Sie wurden 1577 von dem Mindener Meister Jürgen Dove gemalt.

### Kirchenausstattung
Das hölzerne Altarretabel ist um 1700 entstanden. Es wird flankiert von korinthisierenden Säulen und ist mit Akanthusornamenten dekoriert. Im Zentrum befindet sich ein Leinwandbild der Kreuzigung von Jesus. In der Predella wird das Abendmahl Jesu dargestellt, im Altarauszug die Auferstehung Jesu Christi. Das Sakramentshaus vom Anfang des 16. Jahrhunderts hat einen profilierten Sandsteinrahmen. Das achteckige Taufbecken, datiert mit 1671, steht auf einem schlanken Schaft. Es ist mit geflügelten Köpfen von Putten verziert, ebenso der Deckel, der noch von einer Gottvater-Figur bekrönt ist. Darüber schwebt die Heiliggeisttaube. Die Empore im Norden steht auf Holzstützen und wurde 1574 eingebaut. In den Brüstungen sind in rundbogigen Arkaden gemalte Porträts der 12 Apostel, von Paulus und von Martin Luther. Nach Westen schließt sich die barocke Prieche von 1671 für den Gutsherren an. Ein hölzernes Kruzifix ist vom Ende des 14. Jahrhunderts. Im Chor steht ein großes, 1587 errichtetes Epitaph für Claus von Rottorp und seine Frau.